# Marina militare del Madagascar
La Marina militare del Madagascar, in francese Marine de Madagascar, è la componente navale delle forze armate dello Stato africano del Madagascar.
Pur essendo un grande Stato insulare, il Madagascar ha tradizionalmente dedicato poca attenzione alla sua componente navale militare, e la Marina malgascia rimane una forza molto piccola e dotata solo di naviglio leggero adatto unicamente al pattugliamento delle acque costiere.

## Storia

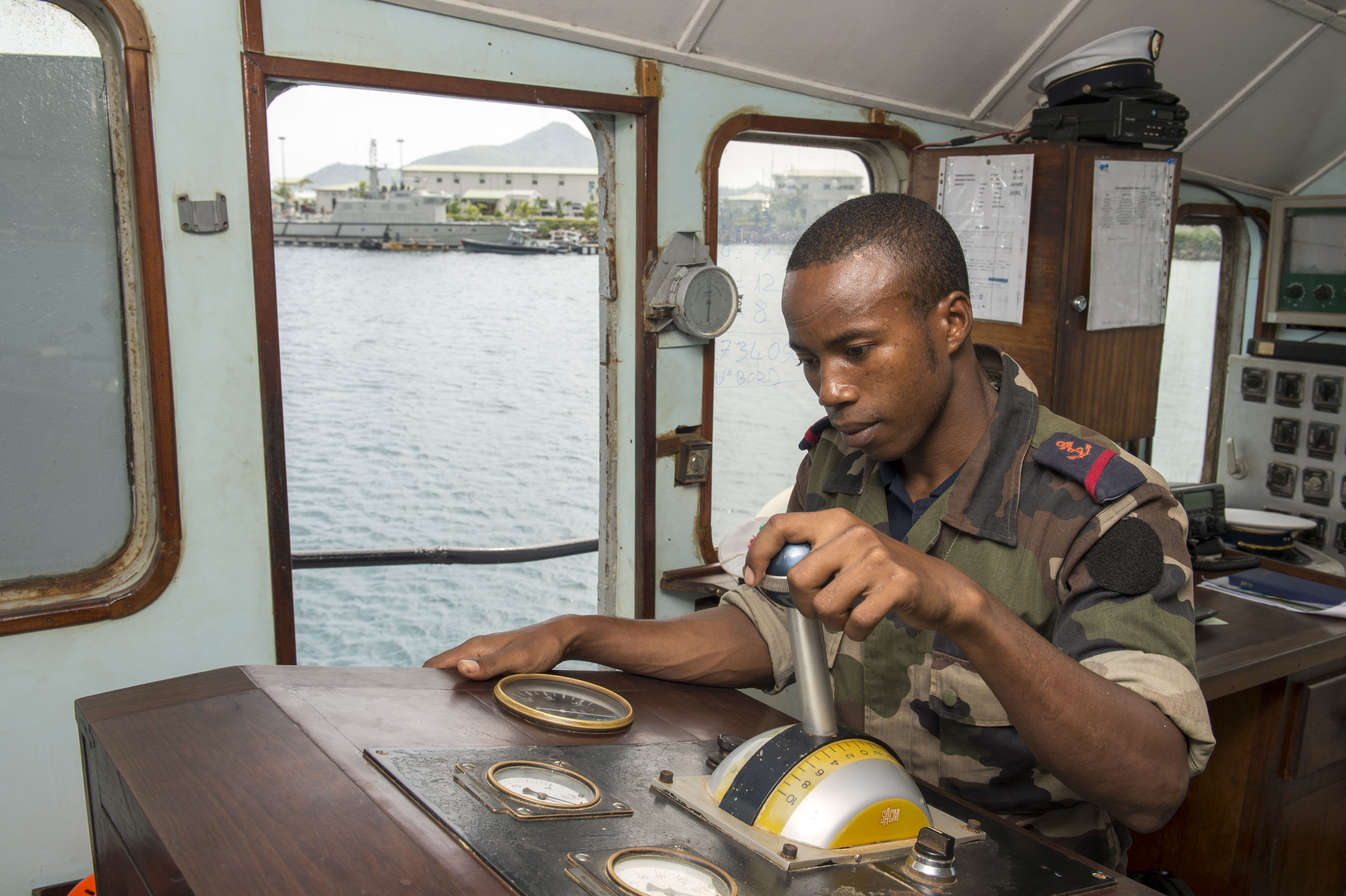
Un ufficiale di marina malgascio ai comandi della sua unità nel 2016

Il moderno Madagascar fondò la sua marina militare circa cinque mesi dopo l'indipendenza dal dominio coloniale della Francia il 20 settembre 1960: il 18 febbraio 1961, infatti, venne ufficialmente attivato un "Elemento navale" (Éléments Mer) in seno alle neonate Forze armate del Madagascar, divenuto in seguito "Marina militare del Madagascar" (Marine de Madagascar). I francesi, che mantennero fino al 1973 una significativa presenza militare nel paese in particolare presso la strategica base navale di Diego-Suarez (oggi Antsiranana), fornirono l'addestramento iniziale nonché il primo naviglio in dotazione alla piccola marina malgascia: il pattugliatore Tanmasoandro, un ex dragamine della classe YMS-1 già servizio con la Marine nationale, e la vedetta Malaika. Un secondo dragamine classe YMS-1, il Jasmin, venne ceduto dai francesi nel 1965, mentre un peschereccio d'altura tedesco-occidentale acquistato nel 1966 fu convertito all'uso militare e trasformato nel pattugliatore Fanantenana. Gli effettivi della piccola marina si attestavano inizialmente su 400 uomini in servizio attivo e 120 fanti di marina.
In sostituzione della vedetta Malaika, radiata per obsolescenza nel 1967, tra il 1966 e il 1967 i cantieri francesi realizzarono per il Madagascar una moderna motocannoniera armata con un paio di pezzi Bofors 40 mm L/70, ribattezzata anch'essa Malaika; nel 1974, invece, il cantiere di Diego-Suarez fornì alla Marina malgascia la Toky, una nave da sbarco tipo LCT costruita su progetto francese. I rapporti del Madagascar con la Francia subirono però un brusco declino dopo la deposizione, nell'ottobre 1972, del presidente Philibert Tsiranana, considerato troppo succube agli interessi di Parigi; dopo un periodo di instabilità e disordini interni fu proprio un ufficiale di marina, il tenente comandante Didier Ratsiraka, ad assumere la presidenza del paese nel giugno 1975, reggendola poi con alterne vicende fino alle soglie degli anni 2000. Durante la guerra fredda Ratsiraka promosse una politica di amicizia verso l'Unione Sovietica e il Blocco orientale, ribattezzando la nazione "Repubblica Democratica Malgascia", troncando gli accordi di cooperazione militare con la Francia e guadagnandosi così l'appellativo di "ammiraglio rosso". La presenza di un proprio esponente alla guida della nazione non si tradusse però in alcun sostanziale beneficio per la Marina malgascia: gli aiuti militari e gli armamenti forniti dai sovietici andarono a vantaggio di esercito e aeronautica, mentre la Marina, il cui organico era salito a circa 1000 effettivi più un battaglione di fanteria di marina, dovette accontentarsi dell'acquisto nel 1979 di quattro motovedette di costruzione nordcoreana, tre delle quali affondate nel 1984 per le conseguenze di un ciclone.

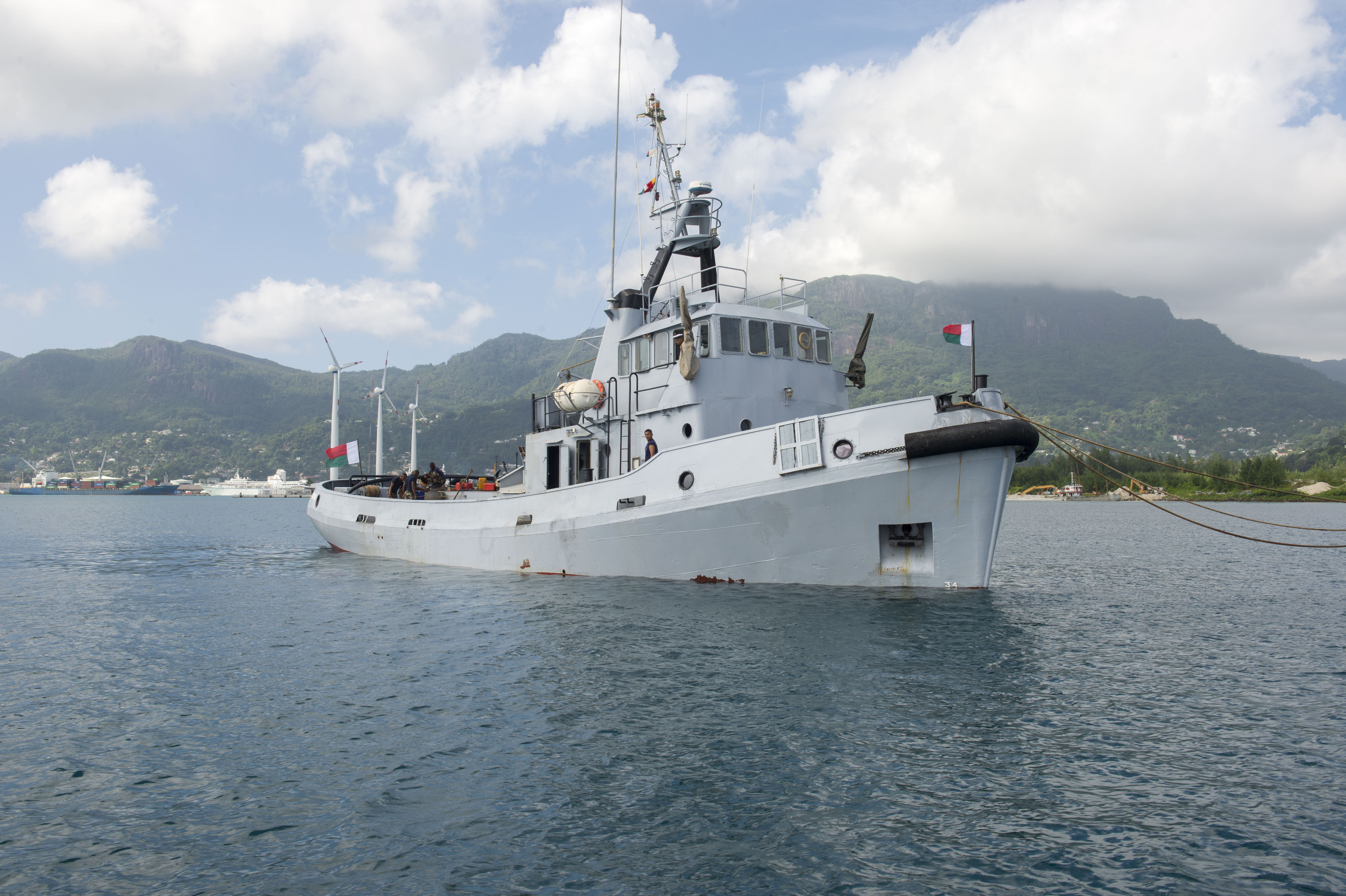
Il pattugliatore malgascio Trozona fotografato nel 2016 durante delle esercitazioni congiunte alle Seychelles

I rapporti con la Francia ripresero nel 1985, sia tramite accordi per interventi di manutenzione sia tramite la cessione di un mezzo da sbarco tipo EDIC di seconda mano, messo in servizio con la Marina malgascia con il nome di Aina Vao Vao. La dissoluzione dell'Unione Sovietica nel 1991 e la crisi economica che afflisse il Madagascar nei primi anni 1990 gravarono sui bilanci della Marina, costretta a passare in riserva o radiare gran parte del poco naviglio disponibile e a dimezzare i suoi organici fino a circa 600 effettivi; solo nel 1995 fu possibile mettere in servizio nuove unità, segnatamente due rimorchiatori francesi di seconda mano trasformati nel pattugliatore Trozona e nella nave appoggio Matsilo. Il miglioramento della situazione economica consentì un limitato programma di modernizzazione negli anni 2000: nel 2003 gli Stati Uniti d'America cedettero gratuitamente sei moderne motovedette, mentre nel 2007 fu consegnato dai cantieri malgasci il guardacoste Atsantsa; nel 2017 infine furono acquistate in Cina altre due motovedette. Al 2022 la Marina malgascia rimaneva comunque la componente più piccola delle forze armate nazionali, con un organico di non più di 500 effettivi in servizio più una compagnia di fanti addestrata più che altro al presidio delle basi.